# مسجد عبد الرحمن كتخدا
زاوية عبد الرحمن كتخدا (1142هجرية 1734م)، هو أحد المساجد التي انشئت في عصر الدولة العثمانية في مصر، تقع في حى الأزبكية. في القاهرة

## التسمية
جاءت تسمية الزاوية نسبة إلى عبد الرحمن كتخدا أحد أمراء المماليك في عهد علي بك الكبير

## وصفه
يتكون المسجد من مستطيل يتوسطه مربع مكشوف تحيط به الأروقة من جميع الجهات ويحتوى كل رواق على صف واحد من البوائك المكونة من عقود مدببة ممتدة عددها خمسة تقوم على أربعة أعمدة رخامية. أما رواق القبلة فيحتوى على ثلاث بوائك. ويغطى المسجد سقف خشبى مكون من (خراطيم) ومربوعات مزخرف برسوم زيتية.

## وصلات خارجية
- آثار القاهرة الإسلامية نسخة محفوظة 31 مايو 2014 على موقع واي باك مشين.